# Chrysomela lapponica
Chrysomela lapponica là một loài bọ cánh cứng trong họ Chrysomelidae. Loài này được Linnaeus miêu tả khoa học năm 1758.